# Monthyon
Monthyon és un municipi francès, situat al departament de Sena i Marne i a la regió de Illa de França. L'any 2007 tenia 1.629 habitants.
Forma part del cantó de Claye-Souilly, del districte de Meaux i de la Comunitat d'aglomeració del Pays de Meaux.

## Demografia

### Població
El 2007 la població de fet de Monthyon era de 1.629 persones. Hi havia 537 famílies, de les quals 98 eren unipersonals (53 homes vivint sols i 45 dones vivint soles), 126 parelles sense fills, 276 parelles amb fills i 37 famílies monoparentals amb fills.
La població ha evolucionat segons el següent gràfic:
Habitants censats

### Habitatges
El 2007 hi havia 591 habitatges, 559 eren l'habitatge principal de la família, 13 eren segones residències i 19 estaven desocupats. 549 eren cases i 38 eren apartaments. Dels 559 habitatges principals, 469 estaven ocupats pels seus propietaris, 79 estaven llogats i ocupats pels llogaters i 10 estaven cedits a títol gratuït; 10 tenien una cambra, 37 en tenien dues, 74 en tenien tres, 125 en tenien quatre i 313 en tenien cinc o més. 448 habitatges disposaven pel capbaix d'una plaça de pàrquing. A 226 habitatges hi havia un automòbil i a 297 n'hi havia dos o més.

### Piràmide de població
La piràmide de població per edats i sexe el 2009 era:
| Homes | Edats   | Dones |
| ----- | ------- | ----- |
| 0     | 95 o +  | 0     |
| 0     | 90 a 94 | 0     |
| 4     | 85 a 89 | 16    |
| 4     | 80 a 84 | 8     |
| 20    | 75 a 79 | 20    |
| 12    | 70 a 74 | 12    |
| 32    | 65 a 69 | 24    |
| 16    | 60 a 64 | 28    |
| 16    | 55 a 59 | 12    |
| 88    | 50 a 54 | 32    |
| 52    | 45 a 49 | 72    |
| 28    | 40 a 44 | 44    |
| 92    | 35 a 39 | 88    |
| 52    | 30 a 34 | 48    |
| 20    | 25 a 29 | 32    |
| 40    | 20 a 24 | 20    |
| 68    | 15 a 19 | 40    |
| 64    | 10 a 14 | 48    |
| 44    | 5 a 9   | 68    |
| 40    | 0 a 4   | 32    |

## Economia
El 2007 la població en edat de treballar era de 1.071 persones, 864 eren actives i 207 eren inactives. De les 864 persones actives 797 estaven ocupades (433 homes i 364 dones) i 68 estaven aturades (37 homes i 31 dones). De les 207 persones inactives 62 estaven jubilades, 85 estaven estudiant i 60 estaven classificades com a «altres inactius».

### Ingressos
El 2009 a Monthyon hi havia 554 unitats fiscals que integraven 1.626 persones, la mediana anual d'ingressos fiscals per persona era de 21.757 €.

### Activitats econòmiques
Dels 61 establiments que hi havia el 2007, 4 eren d'empreses extractives, 2 d'empreses alimentàries, 7 d'empreses de fabricació d'altres productes industrials, 14 d'empreses de construcció, 9 d'empreses de comerç i reparació d'automòbils, 6 d'empreses de transport, 4 d'empreses d'hostatgeria i restauració, 3 d'empreses d'informació i comunicació, 2 d'empreses immobiliàries, 6 d'empreses de serveis, 1 d'una entitat de l'administració pública i 3 d'empreses classificades com a «altres activitats de serveis».
Dels 18 establiments de servei als particulars que hi havia el 2009, 1 era una oficina de correu, 2 tallers de reparació d'automòbils i de material agrícola, 1 paleta, 4 guixaires pintors, 2 fusteries, 1 lampisteria, 1 electricista, 2 empreses de construcció, 1 perruqueria, 2 restaurants i 1 agència immobiliària.
Dels 3 establiments comercials que hi havia el 2009, 1 era una botiga de més de 120 m², 1 una botiga de menys de 120 m² i 1 una fleca.
L'any 2000 a Monthyon hi havia 5 explotacions agrícoles.

## Equipaments sanitaris i escolars
L'únic equipament sanitari que hi havia el 2009 era una farmàcia.
El 2009 hi havia 2 escoles elementals.

## Poblacions més properes
El següent diagrama mostra les poblacions més properes.